# Kirjat Nordau
Kirjat Nordau (hebrejsky קריית נורדאו‎) je rezidenční čtvrť v jižní části Netanji, pojmenovaná po Maxi Nordauovi.
Čtvrť se nachází severovýchodně od čtvrti Ramat Poleg a sousedí s menší, novější čtvrtí Giv'at ha-Irusim.

## Historie
V létě 1919 se Sionistický výkonný výbor v čele s Chajimem Weizmannem a Nachumem Sokolovem rozhodl založit v Zemi izraelské zahradní město pojmenované po Maxi Nordauovi. Židovský národní fond (ŽNF) začal shromažďovat prostředky na realizaci tohoto cíle, ale po různých zvratech ve vedení ŽNF byla realizace odložena. Počátkem roku 1924 zveřejnil Menachem Usiškin inzerát vyzývající k příspěvkům na financování výstavby Zahradního města, protože z 50 000 palestinských liber požadovaných v publikaci o projektu bylo vybráno pouze 22 000. V roce 1947 začal architekt Alexander Klein plánovat zahradní město v oblasti kolem vádí Nachal Poleg na ploše 6 000 dunamů pro 40 000–50 000 lidí. Koncem roku 1949 navštívila oblast Maxa Nordau, dcera Maxe Nordaua, která připravovala založení Zahradního města. Plánovací oddělení se však postavilo proti tomuto plánu a komise ministerstva vnitra rozhodla, i přes námitky ŽNF, o připojení oblasti k Netanji s odůvodněním, že zde není místo pro dvě samostatná a sousedící města. Netanja investovala do rozvoje oblasti a plán výstavby čtvrti byl zahrnut do plánu výstavby města, ovšem výstavba se zpozdila kvůli palebným zónám Izraelských obranných sil v oblasti.
V dubnu 1957 zahájila výstavbu čtvrti společnost Bydlení pro přistěhovalce, která zde postavila 400 betonových domů. V roce 1958 připojila Netanja čtvrť k elektrické síti. V roce 1962 začalo rozšiřování čtvrti o přibližně 600 bytových jednotek. Kromě bytových jednotek byla jihovýchodně od pobřežní silnice vybudována průmyslová zóna.
Na počátku 70. let 20. století usilovala společnost Kiryat Nordau Development Company, v jejímž čele stál Naftali Rabin a kterou vlastnily společnosti Šikun ve-pituach, Solel Bone a Šikun ovdim, o vybudování 10 000 bytových jednotek v této čtvrti. Z tohoto důvodu bylo rozhodnuto vybudovat křižovatku Poleg, která byla financována společností, Netanjou a odborem veřejných prací.

## Vzdělání
Ve čtvrti se nachází základní škola Clil, škola Orot Raši a dvě střední školy.
Působí zde organizace ha-No'ar ha-oved ve-ha-lomed. Ve čtvrti je také pobočka organizace Bnej Akiva.
Ve čtvrti se nachází také komunitní centrum a klub mládeže Bar Jehuda.

## Kultura
V 70. letech ve čtvrti žili členové kapely Gan Eden. Režisér Uri Barbaš o nich natočil film s názvem Gan Eden (1977).
Ve čtvrti vyrůstalo hip hopové duo Strong Black Coffee.